# إله ذو قرنين
الإله ذو القرنين هو أحد الإلهين الرئيسيين الموجودين في ديانة الويكا وبعض أشكال الوثنية الجديدة ذات الصلة. يسبق مصطلح الإله ذو القرنين بحد ذاته وجود الويكا، وهو مصطلح جامع ظهر في أوائل القرن العشرين لإله ذي قرنين أو قرون متفرعة شبيه بالإنسان مع أصول ذات تاريخ شبه زائف، ويستند جزئيًا إلى الآلهة ذات القرنين التاريخية.
يمثل الإله ذو القرنين الجزء المذكر من نظام اللاهوت المزدوج للدين، وهو زوج إلهة القمر ثلاثية الجوانب أو إلهة أم أخرى. يرتبط الذكر مع الطبيعة والبرية والجنسانية والصيد ودورة الحياة في اعتقاد الويكا الشائع. يظهر الذكر دائمًا مع قرنين أو قرون متفرعة على رأسه، في الوقت الذي تختلف به صورة الإله، وغالبًا ما يُصوَّر على أنه بشري برأس وحش، فيؤكد ذلك على «اتحاد الإلهية والحيوان»، والأخيرة التي تشمل الإنسانية.
تنظر إليه الويكا التقليدية (الويكا التقليدية البريطانية) عمومًا على أنه إله ثنائي الجوانب: المشرق والمظلم، والليل والنهار، والصيف والشتاء، وملك البلوط وملك الهولي، ويدل كل من قرنيه إلى طبيعته المزدوجة. ينعكس استخدام القرون للدلالة على الازدواجية أيضًا في عبارة «على قرون المعضلة». تُحدَّد في بعض الأحيان الجوانب الثلاثة للإلهة وجانبي الإله ذي القرنين على النقاط الخمس للنجمة الخماسية، وذلك على الرغم من اختلاف هذه النقاط مع جوانب الإله. يُمثّل أحيانًا كإله ثلاثي في بعض الأنظمة الأخرى، وينقسم إلى ثلاثة جوانب تعكس جوانب الإلهة الثلاثية وهي: الشباب (المحارب)، والأب، والحكيم.
اكتُشف الإله ذو القرنين في العديد من النظريات النفسية وأصبح موضوعًا متكررًا في الأدب الخيالي.

## في ديانة الويكا
يُنظر إلى الإله ذي القرنين على أنه الإمارة الذكورية الإلهية في الويكا التقليدية السائدة، ويكون بذلك مساويًا أو مناقضًا للإلهة. يمكن تمثيل إله الويكا نفسه بعدة أشكال بما في ذلك إله الشمس والإله المقدس والإله النباتي، ويُعتبر الإله ذو القرنين التمثيل الأكثر شعبية. زعم رواد تقاليد الويكا أو السحر المختلفة، مثل جيرالد غاردنر ودورين فالينتي وروبرت كوكران، أن دينهم كان استمرارًا للدين الوثني لعبادة السحرة بعد المؤرخين جول ميشليه ومارغريت موراي الذين زعموا وجود عبادة السحرة أيضًا.
يعتبر أتباع الويكا أن الإله ذو القرنين هو «تجسيد لطاقة قوة الحياة في الحيوانات والبرية»، وأنه مرتبط مع الحياة البرية والوحشية والصيد. كتبت دورين فالينتي أن الإله ذو القرنين يحمل أيضًا أرواح الموتى إلى العالم السفلي.
يميل أتباع الويكا عمومًا وأتباع الوثنية الجديدة الآخرين إلى تصور الكون على أنه مستقطب في تناقضات النوع الاجتماعي لطاقات الذكور والإناث. تنظر الويكا التقليدية إلى الإله ذو القرنين والآلهة على قدم تساويهما وتناقضهما في قطبية النوع الاجتماعي. هناك تركيز أكبر على الإلهة في بعض تقاليد الويكا الحديثة، وخاصة تلك المتأثرة بالإيديولوجية النسوية؛ رمزية الإله ذو القرنين أقل تقدمًا من رمزية الإلهة. تحتفل الويكا بدورة المواسم في ثمانية احتفالات (السابِت) تسمى عجلة العام. ابتُكِرت الدورة الموسمية لمتابعة العلاقة بين الإله ذو القرنين والإلهة.
يولد الإله ذو القرنين في فصل الشتاء ليلقّح الإلهة ثم يموت خلال أشهر الخريف والشتاء ثم يولد من جديد من قبل الإلهة في احتفالية يول. تُميَّز العلاقات المختلفة في بعض الأحيان على مدار العام عبر تقسيم الإله إلى جوانب مثل إله البلوط وإله الهولي. تُعكس العلاقات بين الآلهة والإله ذو القرنين من قبل أتباع الويكا في الطقوس الموسمية. هناك بعض الاختلاف بين مجموعات الويكا فيما يتعلق باحتفالات عجلة العام التي تتوافق مع أي جزء من الدورة. يرى بعض أتباع الويكا أن الإله ذو القرنين مات في يوم احتفال لاماس في 1 أغسطس، المعروف أيضا باسم لوناسا، وهو أول يوم من احتفال الحصاد. يرى آخرون أنه مات في يوم احتفال مابون، أي الاعتدال الخريفي، أو مهرجان الحصاد الثاني. ما زال هناك بعض أتباع الويكا الذين يتراءى لهم موت الإله ذو القرنين في يوم 31 أكتوبر، والذي يطلقون عليه اسم الساوين الذي تركز طقوسه على الموت. يولد الإله لاحقَا من جديد في الانقلاب الشتوي في 21 ديسمبر.

### أسماء
ادّعت دورين فالينتي، كبيرة الكاهنات السابقة لتقليد ويكا غاردنيرية، أن فرن بريكيت وود الذي اكتشفه جيرالد غاردنر يشير إلى الإله باسم سيرنونوس، أو كرنونو، وهي كلمة لاتينية اكتُشفت على منحوتة حجرية عُثر عليها في فرنسا وتعني «الإله ذو القرنين». ادعت فالينتي أن الفرن أشار أيضًا إلى الإله باسم جانيكوت، وأتت بهذه النظرية من أصل باسكي، وأن غاردنر استخدم أيضًا هذا الاسم في روايته بعنوان «هاي ماجيكس إيد».
أشار ستيوارت فارّار، كبير كهنة تقليد ويكا إسكندرية، إلى الإله ذو القرنين باسم كارنايا الذي اعتقد أنه كان تحريفًا لكلمة سيرنونوس. اقترح المؤرخ رونالد هوتون مصدرًا آخر للاسم وهو المصطلح العربي للكلمة (ذو القرنين). استُخدم هذا المصطلح في القرآن للإشارة إلى قورش الكبير (أول ملوك فارس) أو بدلاً من الإسكندر الأكبر، الذي اعتبر نفسه ابن الإله ذو القرنين أمون زيوس، وارتدى قرنين كجزء من لباسه الخاص. ذكرت مارغريت موراي هذه المعلومات في كتابها بعنوان «ذا غود أوف ذا ويتشيز» (إله السحرة) عام 1933، وأن هوتون أتى بنظرية اقتباس ألكس ساندرس للاسم من هناك مستمتعًا بحقيقة أنه شارك اسمه مع الإمبراطور المقدوني القديم.
يشار إلى الإله في كتابات تشارلز كارديل وريموند هوارد باسم آتو. كان لدى هوارد تمثال خشبي لرأس آتو ادّعى أن عمره 2200 عام. سُرق التمثال في أبريل عام 1967. اعترف ابن هوارد في وقت لاحق أن والده قد نحت التمثال بنفسه.
أشارت الكوكرانية (شكل من أشكال السحر التقليدي) التي أسسها روبرت كوكران إلى الإله ذو القرنين في كثير من الأحيان باسم توبال قايين، وهو اسم من الكتاب المقدس الذي ذُكر فيه كأول حداد في الأرض. يُشار إلى الإله أيضًا باسم بران في المفهوم الوثني الجديد، وهو شخصية أسطورية ويلزية، وهو أيضًا وايلاند الحداد في الأساطير الألمانية، وهيرن الشخصية ذات القرنين من الفولكلور الإنجليزي.
يُعطى الإله ذو القرنين عدة أسماء في تقاليد سحر الستريغيريا التابعة للوثنية الجديدة، والتي أسسها رافين غريماسّي والمستوحاة من أعمال تشارلز غودفري ليلاند، مثل يانوس وفاونوس وسيرن وآكتيون.
يشار إلى الإله ذو القرنين في الهندوسية في ختم باشوباتي الحجري الذي اكتُشف في موقع موهينجو دارو الأثري.

## في علم النفس

### تحليل يونغ
تنظر شيري سلمان إلى صورة الإله ذو القرنين من منظور كارل يونغ كحام نموذجي ووسيط بين العالم الخارجي والنفس الموضوعية. تقول نظريتها إن النفس الذكورية للإله ذو القرنين تعوِّض عن نقص الأبوة.
تكون صورة الإله ذو القرنين مخيفة عند رؤيتها لأول مرة، إذ يأخذ شكل رجل مشعر وحشي يتعامل بلطف وذكاء. يظهر الإله ذو القرنين في وقت لاحق من الحياة كسيد العالم الآخر أو كملك الموتى في حال كُبِت. يؤدي إلى العنف وإساءة استخدام المواد والانحراف الجنسي في حال استُبدل بشكل تام. يمنح الذكر الأنا «في استحواذه لدمارها الخاص» عند دمجه. أما بالنسبة إلى النفس الأنثوية، فتقدم حقدًا مؤثرًا يرتبط بكل من الجسد والنفسية.

### علم النفس الإنساني
يقترح جون روان، بعد عمل روبرت بلاي في حركة الرجال الأسطورية، شكل الإله ذا القرنين كرجل بري على سبيل إظهار صورة خيالية أو «شخصية فرعية» تفيد الرجل في علم النفس الإنساني، وفي الهروب من «الصور المجتمعية الضيقة للرجولة» التي تشمل الاحترام المفرط للنساء والانحراف الجنسي.